# 尖頂

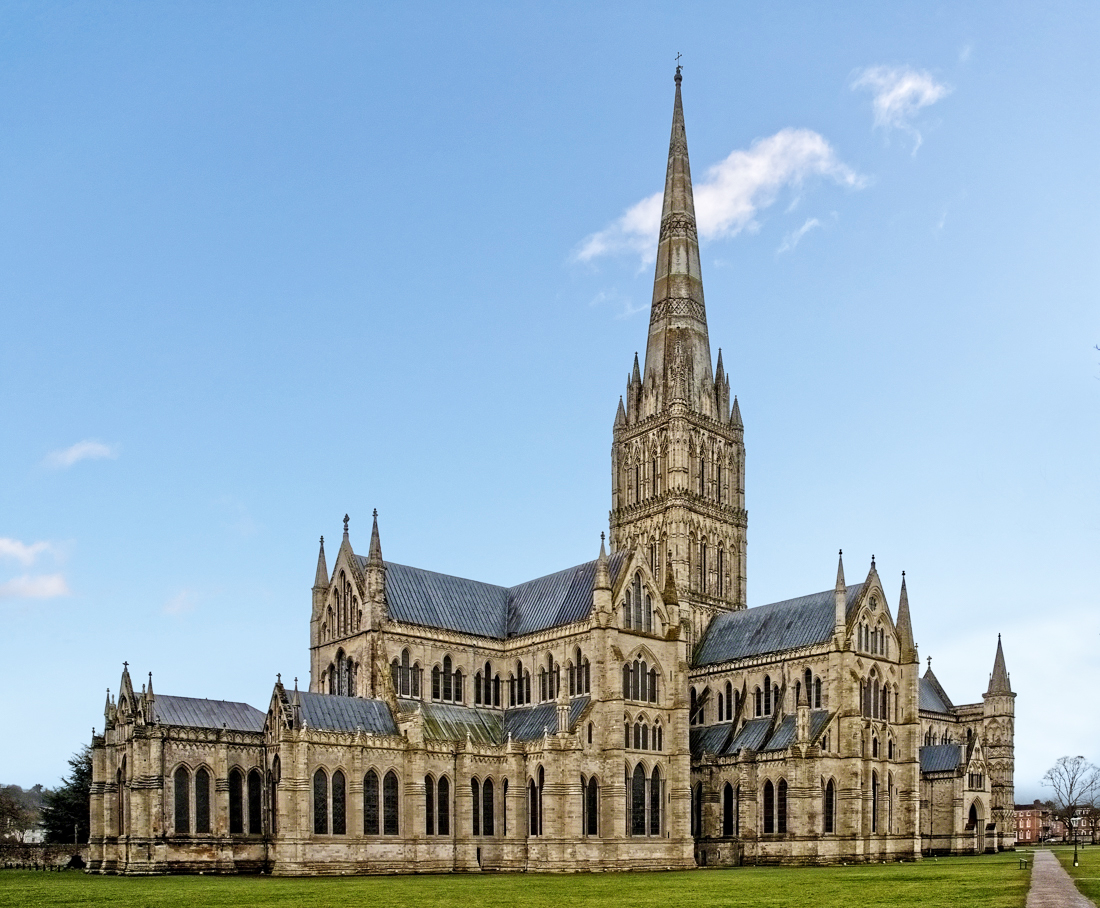
索爾茲伯里座堂的尖顶

尖顶是一种高大、细长、尖锐的结构，它位于屋顶、教堂或塔楼的顶部。哥特式教堂尖頂起源于12世纪。13世纪晚期，尖頂的高度可以達到百米，例如瑞士的圣尼各老主教座堂，尖頂達到117米。